# 크로싱라인
크로싱라인(영어: Crossing Lines)은 2013년부터 2015년까지 방영된 텔레비전 드라마이다.